# Dicranomyia monkhtuyae
Dicranomyia monkhtuyae är en tvåvingeart som beskrevs av Podenas och Gelhaus 2001. Dicranomyia monkhtuyae ingår i släktet Dicranomyia och familjen småharkrankar.
Artens utbredningsområde är Mongoliet. Inga underarter finns listade i Catalogue of Life.